# Radwin
RADWIN es una empresa de telecomunicaciones ofrece productos de banda ancha inalámbrica punto a punto y punto a multipunto. Las soluciones de RADWIN se utilizan en aeropuertos, sistemas de metro, ayuntamientos, comunidades lejanas, proveedores de servicios, operadores de telecomunicaciones y redes privadas. Ofrecen aplicaciones que incluyen el backhaul celular, acceso de banda ancha, connectividad de red privada, y transmisiones de vigilancia CCTV.

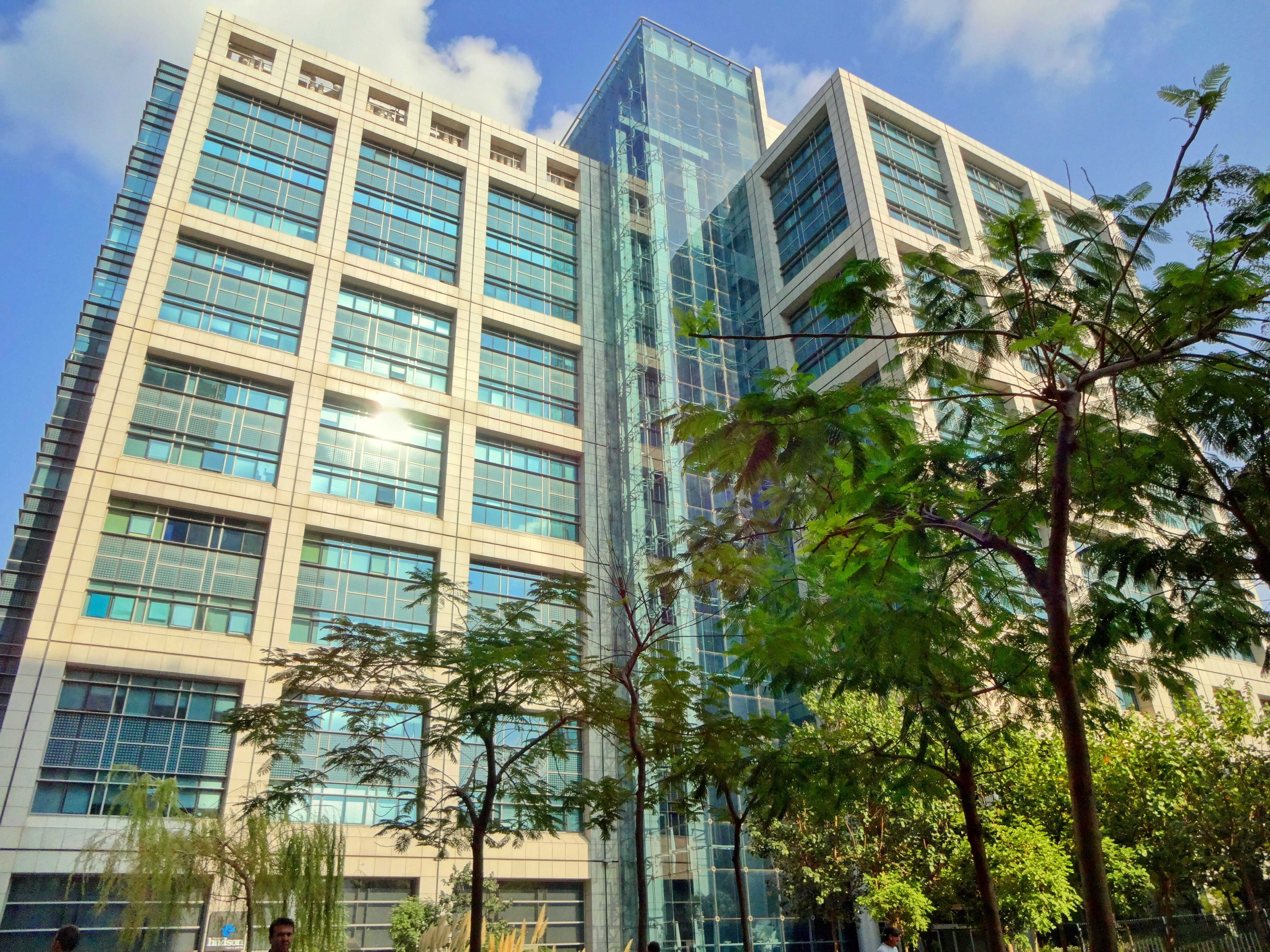
Sede principal del RADWIN en Tel Aviv.

Las soluciones de RADWIN están presentes en más de 150 países, con más de 100,000 unidades desplegadas a nivel mundial. La empresa tiene su sede en Tel Aviv, Israel, y tiene oficinas en Brasil, el Salvador, China, Colombia, Polonia, la India, México, Perú, Filipinas, Singapur, África del Sur, Rusia, España, Tailandia, Reino Unido y Estados Unidos.

## Historia
La empresa fue creada en el año 1997 por Sharon Sher. Durante su servicio militar, le destinaron a la unidad de I+D de elite, dónde ha estado trabajando en proyectos relacionados con sistemas de telecomunicaciones inalámbricos. Después de graduarse en matemáticas y físicas por la Universidad Hebrea de Jerusalén, y un máster en ingeniería electrónica de la Universidad de Tel Aviv, ha fundado RADWIN en el año 1997. Los primeros productos fueron sistemas punto a punto.

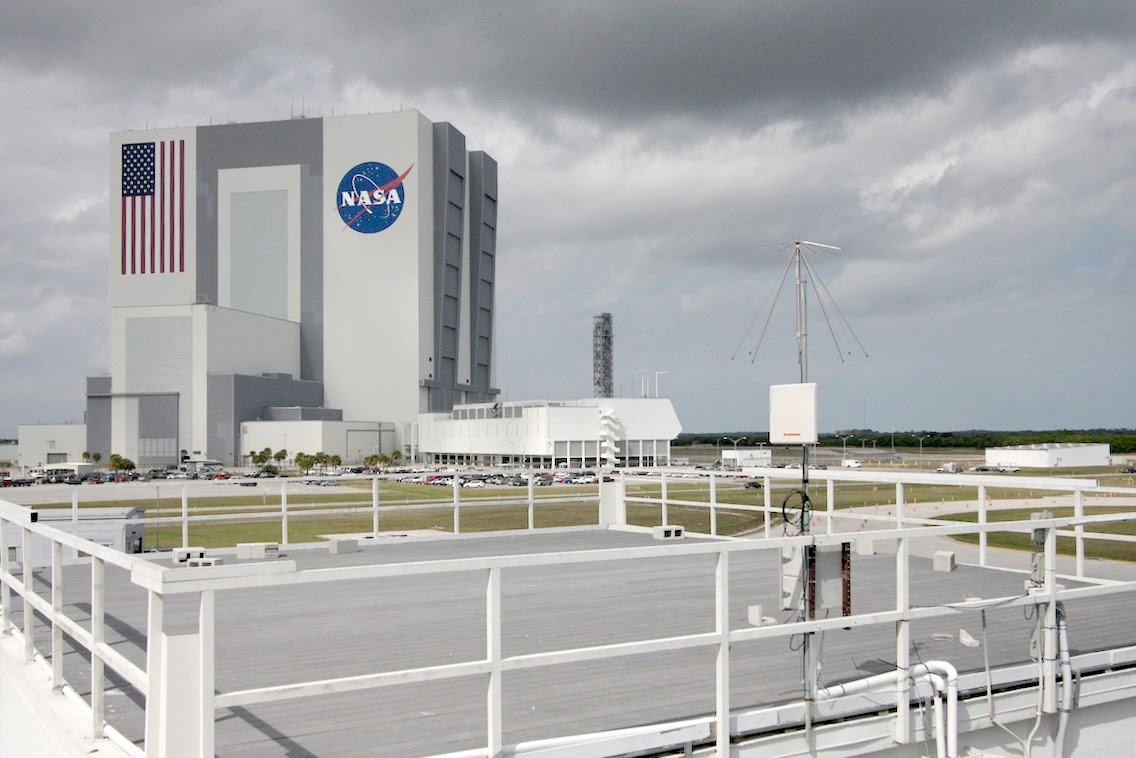
Un sistema de RADWIN en funcionamiento en el Centro Espacial Kennedy en Florida.

En el año 2005, la empresa había vendido ya sus primeras 10.000 radios, y sus productos fueron elegidos para uno de los proyectos backhaul más grande de Asia, con más de 1000 enlaces. RADWIN ha sido seleccionada por los ferrocarriles indios para la connectividad train-to-track y el mismo año, la empresa abrió una oficina en la India. Después del tsunami del año 2004, RADWIN ofreció en donación 1000 unidades de banda ancha inalámbricas para la reconstrucción de la red de comunicación de Tailandia.
En el año 2006, la empresa lanzó los primeros productos punto a multipunto de la empresa. En el 2007, RADWIN ya había vendido más de 50.000 unidades en más de 70 países, y en el año 2008, esta cifra alcanzó la cifra de 100.000 unidades en más de 100 países.
En el 2013, se eligió e instaló la solución FiberinMotion en el Metro de Moscú, ésta provee comunicación inalámbrica de banda ancha dentro de los túneles desde el tren al sistema de comunicación terrestre, proporcionando internet de alta velocidad dentro del tren (90Mbps) a los pasajeros, e infra-estrutura para sistemas de transmissão de CCTV, de informação de passageiros em tempo real e sistema de Control de Trenes Basado en Comunicaciones (CBTC).

## Premios
- 2004, WISP President's Choice Award.[6]
- 2005, Premio de la Princesa Maha Chakri Sirindhorn de Tailandia para la reconstrucción después del tsunami.
- Nombrada cómo una de las tecnologías “Fast 50” en los años 2008, 2009, 2010, y 2011.[7]
- 2010, Premiado por la Cámara de Comercio Israelo-Latina por su "desempeño excepcional y contribución duradera" al acuerdo bilateral entre Israel y América Latina.